# Ladysmith (Wisconsin)
Ladysmith és una població dels Estats Units a l'estat de Wisconsin. Segons el cens del 2000 tenia 3.932 habitants.

## Demografia
Segons el cens del 2000, Ladysmith tenia 3.932 habitants, 1.570 habitatges, i 916 famílies. La densitat de població era de 389,3 habitants per km².
Dels 1.570 habitatges en un 28,2% hi vivien nens de menys de 18 anys, en un 43,4% hi vivien parelles casades, en un 11% dones solteres, i en un 41,6% no eren unitats familiars. En el 35,8% dels habitatges hi vivien persones soles el 19,2% de les quals corresponia a persones de 65 anys o més que vivien soles. El nombre mitjà de persones vivint en cada habitatge era de 2,25 i el nombre mitjà de persones que vivien en cada família era de 2,92.
Per edats la població es repartia de la següent manera: un 22,8% tenia menys de 18 anys, un 13,4% entre 18 i 24, un 23,7% entre 25 i 44, un 18,7% de 45 a 60 i un 21,4% 65 anys o més.
L'edat mediana era de 37 anys. Per cada 100 dones de 18 o més anys hi havia 83,3 homes.
La renda mediana per habitatge era de 28.274 $ i la renda mediana per família de 40.526 $. Els homes tenien una renda mediana de 26.725 $ mentre que les dones 20.826 $. La renda per capita de la població era de 15.499 $. Aproximadament el 7,2% de les famílies i el 12,2% de la població estaven per davall del llindar de pobresa.

## Poblacions més properes
El següent diagrama mostra les poblacions més properes.